# Ondine (filme)
Ondine (bra/prt: Ondine) é um filme hiberno-estadunidense de 2009, do gênero drama romântico-fantástico, escrito e dirigido por Neil Jordan.

## Sinopse
Trata-se de um conto de fadas moderno que narra a história de Syracuse, um pescador cuja vida se transforma quando ele encontra uma mulher linda e misteriosa em sua rede de pesca. Sua filha Annie passa a acreditar que a mulher é uma criatura mágica, enquanto Syracuse apaixona-se desesperadamente por ela. 

## Elenco
- Colin Farrell como Syracuse
- Alicja Bachleda-Curuś como Ondine
- Stephen Rea como o padre
- Dervla Kirwan como Maura
- Don Wycherley como Kettle
- Carrie Crowley
- Alison Barry como Annie